# 水井广场
43°28′2.79″N 11°2′36.89″E / 43.4674417°N 11.0435806°E

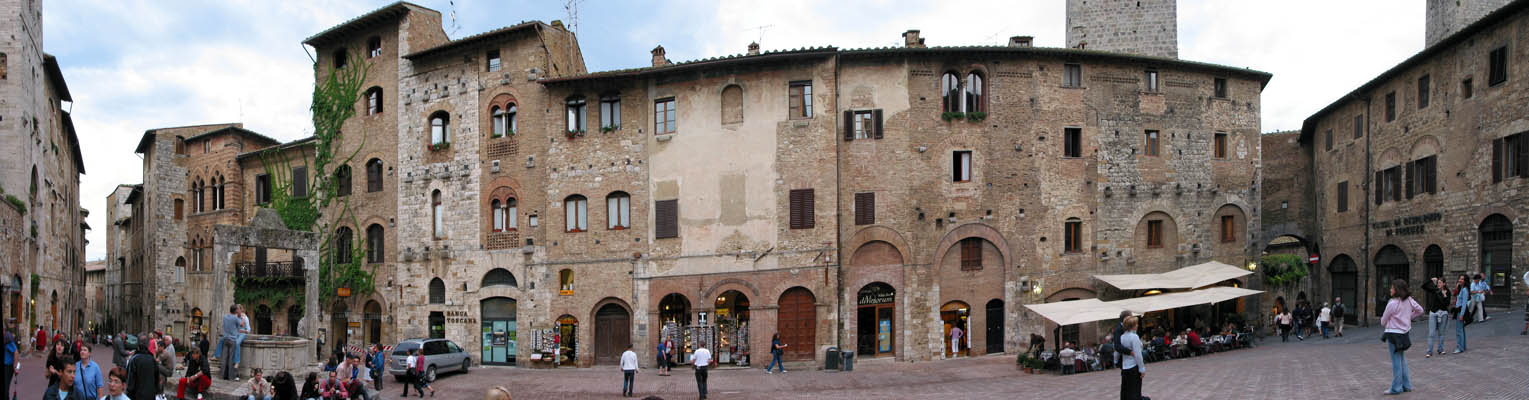
水井广场

水井广场（Piazza della Cisterna）与主教座堂广场（Piazza del Duomo）毗邻，是意大利托斯卡纳大区锡耶纳省中世纪小城圣吉米尼亚诺的一个美丽的广场。

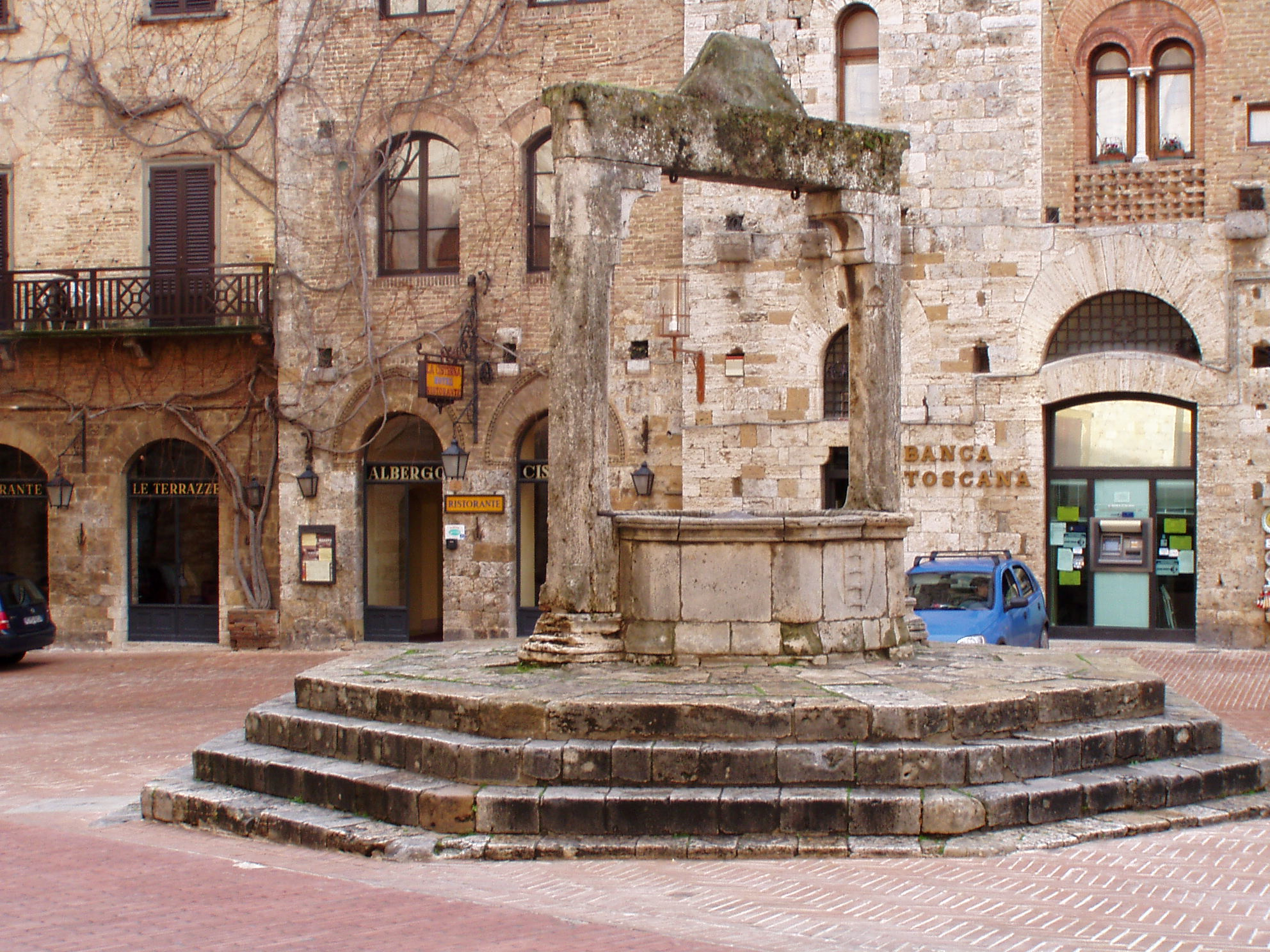
水井

水井广场位于小城两条主要街道的交汇处：南北走向的Francigena路和东西走向的比萨-锡耶纳路。自从13世纪以来，毗邻的主教座堂广场是宗教与政治中心，而水井广场是市场和人们节庆与比赛的场所。
水井广场呈三角形，略有倾斜，广场上有一个1287年的八角形水井。